# Canthidium euchalceum
Canthidium euchalceum là một loài bọ cánh cứng trong họ Bọ hung (Scarabaeidae).